# Nestlingsverwandte
Die Einteilung der Lebewesen in Systematiken ist kontinuierlicher Gegenstand der Forschung. So existieren neben- und nacheinander verschiedene systematische Klassifikationen. 
Das hier behandelte Taxon ist durch neue Forschungen obsolet geworden oder ist aus anderen Gründen nicht Teil der in der deutschsprachigen Wikipedia dargestellten Systematik.

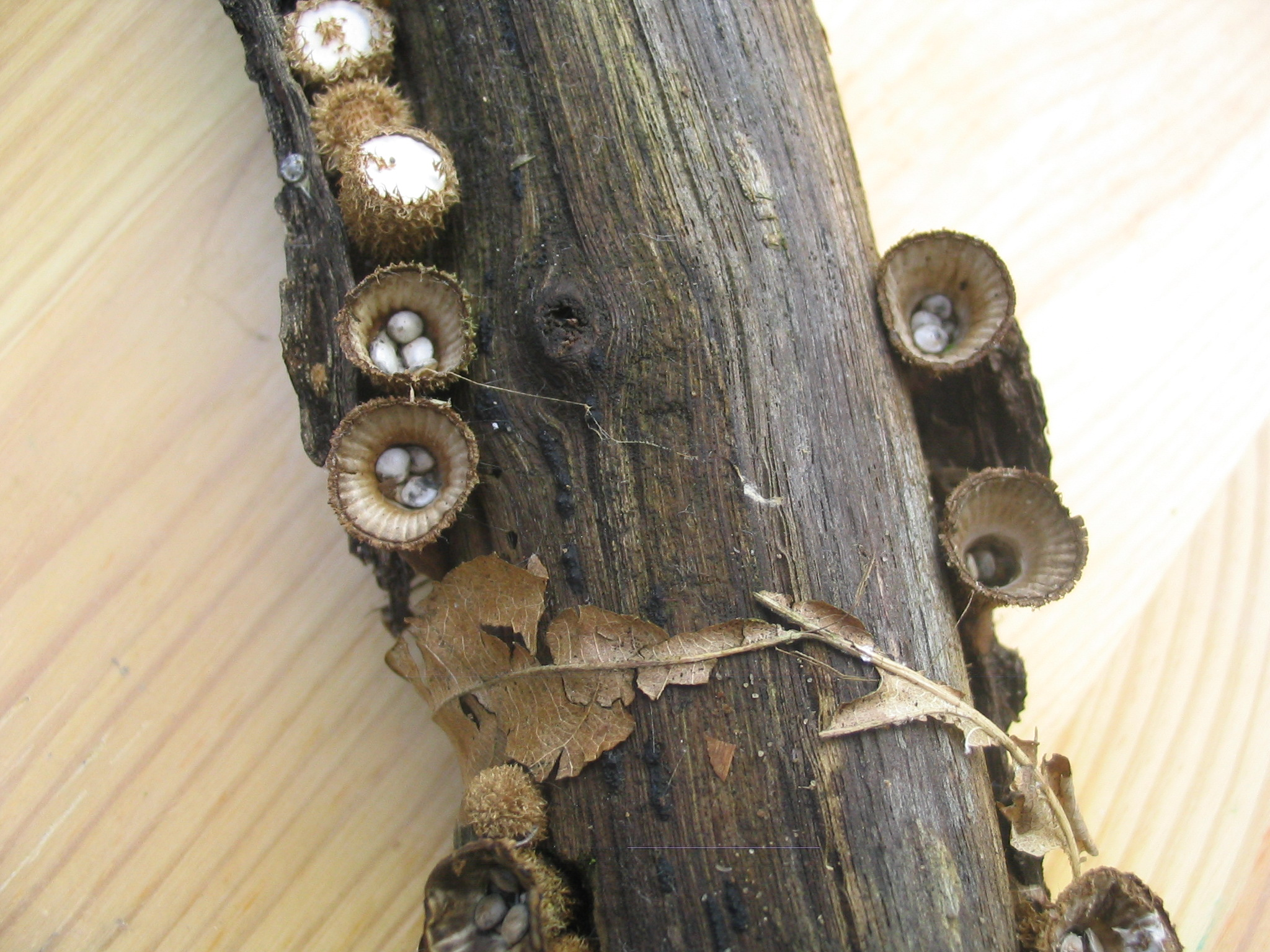
Gestreifter Teuerling
Cryathus striatus

Die Nestlingsverwandten (Nidulariaceae) waren eine Familie in der mittlerweile ebenfalls obsoleten Ordnung der Nestlingsartigen (Nidulariales). Die darin enthaltenen Gattungen werden mittlerweile zu den Champignonverwandten gezählt.

## Merkmale
Die Nestlingsverwandten umfassen kleine, epigäische (dem Substrat aufsitzende) Pilze. Die Sporen werden in einer bis mehreren getrennten Peridiole(n) gebildet, kleinen 1–2 mm großen Glebakammern, die von einer sekundären Peridie umschlossen werden. Diese Peridiolen entwickeln sich an einem mit der Fruchtkörperbasis verbundenen Tramastrang, dem Funiculus, der bei Reife an der Fruchtkörperbasis verschleimt und an der Peridiole erhalten bleibt und der Anheftung der herausgeschleuderten Peridole dient.

## Gattungen
Die Familie umfasste weltweit 5 Gattungen mit etwa 60 Arten.
| Deutscher Name   | Wissenschaftlicher Name | Autorenzitat              |
| ---------------- | ----------------------- | ------------------------- |
| Teuerlinge       | Cyathus                 | Haller 1768               |
| Tiegelteuerlinge | Crucibulum              | Tulasne & C. Tulasne 1844 |
| Nestlinge        | Nidularia               | Fries & Nordholm 1817     |
|                  | Nidula                  | V.S. White 1902           |
| Zwergnestpilze   | Mycocalia               | J.T. Palmer 1961          |

### Einzelnachweis
1. ↑  
Paul M. Kirk, Paul F. Cannon, David W. Minter, J.A. Stalpers: Dictionary of the Fungi. 10th edition Auflage. CABI Europe, Wallingford, Oxfordshire (UK) 2008, ISBN 978-0-85199-826-8 (784 S.).